# Antonio Katsantonis
Antonio Katsantonis (Αντώνης Κατσαντώνης; Agrafa, 1775 – 1808) è stato un patriota e militare greco, attivo negli anni immediatamente precedenti l'avvio della Guerra d'indipendenza greca.

## Biografia
Nato Antonio Macrijanni (Αντώνης Μακρυγιάννης), era figlio di tale Giovanni Macrijanni (da non confondersi con l'omonimo eroe della Guerra d'indipendenza greca), era un pastore che, nel 1802, si unì ad una banda di clefti attivi nella regione dell'Epiro. L'epiteto "Katsantonis" significa appunto "Antonio il Fuggitivo" (kaçak significa appunto "fuggitivo" in lingua turca).
Tra il 1803 ed il 1808, Katsantonis ed i suoi si scontrarono ripetutamente con le forze di Alì Pascià di Tepeleni, il despota che governava l'Epiro in nome dell'impero ottomano: nel 1807, durante uno scontro presso il Monte Prosiliako, Katsantonis abbatté Veli Gega, membro dell'entourage di Ali Pascià.

Nell'estate del 1809, afflitto da una grave forma di vaiolo, Katsantonis si rifugiò in una grotta, assistito da un fratello/compagno, tale Yorgos Chasiotis, e lasciò il comando dei clefti di Agrafa al fratello/compagno Kostas Lepeniotis. La notizia giunse alle orecchie di Ali Pascià che inviò un contingente al comando di un turco, tale Mühürdar, per catturare il bandito. Katsantonis e Chasiotis vennero portati in ceppi davanti a Tepeleni che li condannò a morte.

Antonio Katsantonis venne giustiziato a colpi di maglio.

## Lascito
Antonio Katsantonis assurse al rango di protomartire della rivoluzione greca. Il poeta Aristotelis Valaoritis (1824-1879) lo ricordò nel poema Fotìnos del 1879.